# John George Stewart
Pour les articles homonymes, voir Stewart.
John George Stewart (2 juin 1890 - 24 mai 1970) était un architecte et un homme politique américain de Wilmington, dans le comté de New Castle. Membre du Parti républicain, il était plus connu sous son simple prénom.

## Biographie
Stewart est né à Wilmington le 2 juin 1890. Il fréquenta l'école publique de Wilmington et plus tard l'université de Delaware à Newark. Architecte de profession, il travaille dans le secteur de l'aménagement du paysage de 1919 à 1942, période durant laquelle il fut membre de la commission athlétique de Delaware de 1931 à 1934 et commissaire de la Commission des secours d'urgence de Delaware en 1934.
Stewart est élu à la Chambre des représentants des États-Unis en 1934 en battant le démocrate John C. Hazzard. Il fait partie de la minorité républicaine du 74e congrès et perd sa fonction en 1936 face au démocrate William F. Allen. Stewart travaille du 3 janvier 1935 au 3 janvier 1937 au cours de la première administration du président Franklin D. Roosevelt.
Dix ans plus tard, il devint membre du Sénat américain où il siège de 1947 à 1951. Le président américain Dwight D. Eisenhower le nomma architecte du Capitole en 1954, fonction qu'il occupera jusqu'à sa mort en 1970.
John George Stewart meurt le 24 mai 1970 à Washington, D.C. et est enterré au cimetière de Basse-Brandywine à Delaware.